# T91 (автомат)
T91  — тайваньский автомат.
T91 конструктивно эквивалентен немецкой штурмовой винтовке HK416, и была разработана Тайванем несколько раньше. Создан на базе автомата T86, вобравшей в себя особенности M16 и AR-18, а также передовые тайваньские технологические инновации, интегрированные в оружие для обеспечения чрезвычайно длительной живучести, надёжности и эффективности ведения боевых действий. 
T91 легче и короче, чем T65, на замену которого он пришёл. Весит на 0,91 кг легче, точнее, имеет меньшую отдачу и гораздо проще в разборке по сравнению с немецким HK416, а также имеет регулируемый телескопический приклад в 3 положениях.

## История
T91 представляет собой дальнейшее развитие модели T86, которая предназначалась для замены автомата T65 в вооружённых силах Тайваня. Опыт предыдущей разработки и отзывы различных пользователей были учтены при разработке T91. Разработка была завершена в 2002 году, а серийное производство началось в 2003 году.
T91 был разработан как ответ на автоматы Тип 81 и QBZ-95 Народно-освободительной армии Китая.

### Принятие на вооружение
В 2003 году армия Тайваня заказала 101.162 автомата T91 в качестве общевойсковой замены всех служебных винтовок с графиком поставок с 2004 по 2008 год. Общая сумма бюджета составила 1 803 млн новых тайваньских долларов (54,6 млн долларов США), что означает цену за единицу около 17.800 новых тайваньских долларов (539 долларов США). По состоянию на апрель 2006 года девять бронетанковых, мотострелковых и пехотных бригад тайваньской армии полностью перешли на автоматы Т91.
В 2005 году тайваньская военная полиция заказала 12.069 автоматов Т91 для оснащения гарнизонных подразделений в столичном регионе Тайбэй. Поставка была осуществлена в течение следующих трёх лет.

### Замена
Автомат T112 предназначен для замены T91.

## Конструкция
T91 использует газоотводную систему с коротким ходом поршня с поворотным затвором.
Имеет модульную конструкцию, совместим с различными тактическими аксессуарами. Подобно T86, T91 короче T65K2, что обеспечивает стрелку большую мобильность и удобство прицеливания в закрытых пространствах.
Имеет 4-позиционный предохранитель-переводчик режимов огня. Как и T65K2, T91 использует мушку и целик в стиле M16A2. Прицел, установленный на съёмной рукоятке, регулируется по горизонтали и вертикали. Одним из заметных отличий является то, что у T91 нет досылателя затвора, а латунный дефлектор не так выражен.
Телескопический приклад винтовки T91 был разработан с учетом опыта использования карабина M4 военными и полицейскими. Для удобства также добавлен резиновый затыльник. Цевьё имеет треугольную форму.
В T91 используется 416-мм ствол с пламегасителем. Благодаря использованию более короткого ствола отдача у T91 на 20% больше, чем у T65K2. Патронник и канал ствола хромированы и могут стрелять всеми стандартными боеприпасами калибра 5,56×45 мм. Стандартные отъёмные коробчатые магазины емкостью 30 патронов для T91 оснащены индикаторными отверстиями для верхних 2–15 патронов, а также двумя выступами с каждой стороны, чтобы избежать лишней вставки. Однако можно использовать и стандартные магазины STANAG.

## Аксессуары
На ствольной коробке, цевье и блоке мушки у T91 имеется планка Пикатинни MIL-STD-1913. Стандартную съёмную рукоятку можно снять для установки различных оптических и коллиматорных прицелов. Также имеется направляющая типа M-LOK, которая выдаётся некоторым войскам в дополнение к испытанию новых опций. Также может быть оснащён 40-мм подствольным гранатомётом T85.

## Варианты
- Т91: Стандартный вариант
- T91CQC: Вариант с укороченным с 406 мм до 349 мм стволом. На цевье добавлены планка Пикатинни и передняя рукоятка.
- T91S: Вариант с утолщённым стволом для повышения точности и увеличения темпа стрельбы. Использует лёгкое цевьё с планкой Пикатинни. Добавлен новый приклад производства Magpul.
- T91K1: Вариант с более тяжелым стволом. Использует новое цевьё с планкой Пикатинни. Добавлена сошки для передняя рукоятка с сошками UTG, а также новый приклад Magpul MOE SL.
- Т91К2
- T91K3: Вариант с полигональной нарезкой ствола, которая увеличивает срок службы и улучшает точность.[3] 205-й арсенал и Национальный университет обороны совместно разрабатывают никель-боровое покрытие для затворных рам, которое позволит оружию сделать около 10.500 выстрелов без какой-либо смазки.[3]

## На вооружении
- Босния и Герцеговина: 5000 винтовок[4]
- Гамбия[5]
- Гаити: 100 винтовок[6][7]
- Индия: 1000 винтовок[8]
- Иордания: 20.000 винтовок
- Кувейт: 18.000 винтовок
- Китайская Республика: 240.000 винтовок
- ОАЭ: 10.000 винтовок[9]